# Koutango virus
Il virus Koutango (Koutango virus, KOUV)  è un arbovirus della famiglia Flaviviridae, genere Flavivirus, appartiene al IV gruppo dei virus a ((+) ssRNA).
Esso venne isolato la prima volta nei roditori del genere Tatera.
Il vettore principale con cui si trasmette è l'Aedes aegypti.
Mostra una correlazione genetica con altri arbovirus emergenti quali: il virus del Nilo occidentale (WNV) il virus Rocio (ROCV) e il St. Louis encephalitis virus (SLEV). Esso è un flavivirus che appartiene al numeroso gruppo dei virus dell'encefalite giapponese (JEV).